# Торпеда «Кит»
Торпеда «Кит» № 65-76 разработана в ленинградском ЦНИИ «Гидроприбор» на рубеже 1960-х — 1970-х годов. Конструкторам была поставлена задача создать дальнобойное, скрытное и мощное оружие, которое позволило бы советским подводным лодкам поражать различные надводные цели (авианосцы и другие крупные корабли противника), при этом не входя в зону поражения их противолодочной обороны.
Являлась дальнейшем усовершенствованием прямоходной торпеды 65-73.
Использовалась из торпедных аппаратов калибра 650 мм (т. н. «толстая»).
Оснащена системой самонаведения.

## Технические характеристики
- Калибр торпеды 650 мм,
- Длина — 11,3 метра,
- Масса — 4,45 тонн.
- Скорость до 50 узлов (92 км/ч) (по другим данным до 70 узлов).
- Дальность — 50 км, при крейсерской скорости 30-35 узлов (60 км/ч) дальность возрастала до 100 км.

Тип двигателя — тепловой (керосин (топливо) + высококонцентрированная перекись водорода (окислитель).
Субмарины могли стрелять торпедой с больших (до 480 метров) глубин, двигаясь со скоростью 13 узлов.

## К-141 «Курск»
Согласно выводам госкомиссии, неправильное обслуживание торпеды 65-76 ПВ (серийный № 1336А) подлодки К-141 «Курск» стало причиной протечки перекиси водорода, используемой вместе с керосином в качестве топлива парогазовой турбины самодвижущегося снаряда; последовавшие затем химические реакции привели к возгоранию паров керосина и, как следствие, подрыву боевой части торпеды и гибели подводной лодки в 2000 году.
После гибели «Курска» торпеда была снята с вооружения как ненадёжная, согласно заключению комиссии.
Министерство обороны сняло с вооружения 65-76А наряду со всеми другими вариантами исполнения торпед «Кит», включая: 65-73 — прямоходный снаряд со специальной боевой частью, 65-76 с системой наведения по кильватерному следу и 65-76А с улучшенными возможностями бортовой аппаратуры.

## Модификации
- 65-76А — создана в 1980-х гг., принята на вооружение ВМФ Российской Федерации в 1991 г. Возможно применение с атомных подводных лодок. Применяется в виде комплекта из трёх торпед и одного прибора гидроакустического противодействия[4].